# Ein Prophet
Ein Prophet (Un prophète) ist ein Spielfilm des französischen Regisseurs Jacques Audiard aus dem Jahr 2009. Das Krimidrama handelt von einem jungen arabischstämmigen Gefängnisinsassen, der mit Hilfe der korsischen Mafia zum einflussreichen Kriminellen aufsteigt. Die Premiere des Films fand im Wettbewerb der 62. Filmfestspiele von Cannes statt. Der Film lief am 26. August 2009 in den französischen Kinos an, startete in der Schweiz am 14. Januar, in Deutschland am 11. März und in Österreich am 30. April 2010.

## Handlung
Der alleinstehende, 19-jährige Malik wird zu einer Haftstrafe von sechs Jahren verurteilt. Der Franzose maghrebinischer Abstammung landet daraufhin in einem Gefängnis, das von einer korsischen Mafiagruppe unter Führung von César Luciani kontrolliert wird. Dem mächtigen Luciani gelingt es mittels Bestechung ungestört seinen Geschäften nachzugehen. Die muslimischen Mitinsassen sind ihm verhasst. Der Mafiapate zwingt den ungebildeten, unreligiösen Jungen von der Straße, einen arabischen Mithäftling namens Reyeb zu töten. Reyeb rät ihm, die Zeit zu nutzen, um klüger aus dem Gefängnis herauszukommen. Malik versucht, mit der Gefängnisdirektion Kontakt aufzunehmen, Luciani zu verraten und sich so aus der Affäre zu ziehen, doch er scheitert an der Korruption der Wärter. Nachdem die Korsen ihm gewaltsam Druck machen, besucht er Reyeb in seiner Zelle und schneidet ihm mit einer Rasierklinge die Halsschlagader auf. Der Mord bedeutet für Malik den Einstieg in ein privilegiertes Leben innerhalb des Gefängnisses; Malik wird von den Korsen beschützt und bekommt eine komfortablere Gefängniszelle mit einem Fernseher zugewiesen. Die Korsen lassen sich zwar von ihm bedienen, akzeptieren ihn aber nicht als einen der Ihren. Von den arabischen Gefängnisinsassen wird er aber gefürchtet wie die anderen Korsen.
In den nächsten Monaten lernt Malik, sich gut anzupassen. Erfolgreich nimmt der Analphabet an einem Lese- und Schreibkurs teil und erlernt nebenher die korsische Sprache. Als Luciani davon erfährt, trägt er Malik auf, heimlich seine eigenen Leute zu bespitzeln, die nichts über die Fortschritte Maliks wissen. Luciani erwirkt schließlich Freigänge für Malik. Während Malik offiziell Arbeitserfahrung als Automechaniker sammelt und die Werkstatt für den Arbeitsausfall bezahlt wird, erledigt er in Wirklichkeit für Luciani Geschäfte außerhalb des Gefängnisses. Vom Drogendealer des Gefängnisses erfährt er von einer Lieferung, die auf einer Raststätte versteckt wurde. Zusammen mit seinem Freund Ryad, den er im Gefängnis durch die Lesekurse kennengelernt hat und der aufgrund einer Krebserkrankung vorzeitig aus der Haft entlassen wurde, fängt er an, Drogenlieferungen zu organisieren. Doch dabei dringen sie in das Gebiet des Drogendealers Latif vor. Dieser entführt daraufhin Ryad. Malik gelingt es aber, durch die Einschüchterung eines Schwagers von Latif, der auch im Gefängnis sitzt, seinen Freund Ryad frei zu bekommen.
Luciani erfährt davon, dass Malik sein eigenes Geschäft aufbauen will. Luciani gibt Malik daraufhin den Auftrag, den Muslim Brahim Lattrache in Marseille zu besuchen. Dieser aber will Malik im Auto erschießen, weil er Luciani für die Ermordung von Reyeb verantwortlich macht. Als zufällig ein Reh vor das Auto springt und es zu einem Unfall kommt, überlebt Malik. Lattrache nennt daraufhin Malik, welcher zuvor einen solchen Traum gehabt hatte und deshalb den Fahrer warnen konnte, einen Propheten. Sie verständigen sich darauf, weitere Geschäfte zu machen. Malik soll Luciani ausrichten, dass ein Maulwurf die Korsen an die italienische Mafia verrät. Luciani gibt daraufhin Malik den Auftrag, den betreffenden korsischen Paten aus dem Weg zu räumen. Malik und sein mittlerweile todkranker Freund Ryad erschießen die Leibwächter, lassen den Paten aber am Leben und verraten den Auftraggeber. Daraufhin entbrennt ein Kampf zwischen den korsischen Häftlingen im Gefängnis, während Malik wegen zu langer Ausgangszeit in Einzelhaft sitzt.
Bei seiner Wiederkehr aus der Einzelhaft reiht er sich auf der muslimischen Seite des Gefängnishofs ein. Als der alleingelassene Luciani zu ihm kommt, wird er von einem muslimischen Häftling in den Bauch geschlagen. Bei seiner Haftentlassung wird Malik von der Frau und dem Sohn des derweil verstorbenen Freundes Ryad empfangen. Sie gehen zum Bus, während hinter ihnen ein Autokorso seiner Untergebenen fährt.

## Entstehungsgeschichte
Die Handlung basiert auf einer Geschichte von Abdel Raouf Dafri. Der französische Produzent Marco Cherqui wurde auf das Skript des relativ unbekannten Autors aus Nordfrankreich aufmerksam und bot ihm einen Vertrag an, noch bevor die Finanzierung des Films feststand. Cherqui gab die Geschichte an Jacques Audiard weiter, der sie als seine fünfte Regiearbeit verfilmte. Die Dreharbeiten begannen Anfang September 2008. Für die Produktion zeigten sich Chic Films und Why Not Productions verantwortlich. Der Dreh war auf 15 Wochen angesetzt. Als Schauplätze dienten hauptsächlich die Stadt Gennevilliers nordwestlich von Paris, Marseille sowie die Départements Var und Vaucluse. Audiard vertraute auf den Schauspieler Niels Arestrup, Kameramann Stéphane Fontaine und Filmkomponist Alexandre Desplat, mit denen er bereits 2005 an seinem vorherigen Film und César-Gewinner Der wilde Schlag meines Herzens zusammengearbeitet hatte.
Für die Hauptrolle wurde der relativ unbekannte 27-jährige Schauspieler Tahar Rahim verpflichtet, der in der Fernsehserie La commune (2007) mitgespielt hatte, für die Abdel Raouf Dafri die Drehbücher geschrieben hatte. Audiard traf Rahim bei einer gemeinsamen Fahrt von einem anderen Filmset: „Ich sah ihn an und das war es, obwohl ich meinen Instinkten nicht vertraute und 40 weitere Schauspieler für die Rolle vorsprechen ließ, bevor ich ihn auswählte“, so der Regisseur. „Als ich in seine Augen sah, erkannte ich keine Melancholie, keine Tragik, nur jemanden sehr Aufrichtigen, […] voller Leben“, so Audiard.
Die Produktionskosten werden auf 12 Millionen Euro geschätzt. Um Authentizität bemüht, heuerte Audiard ehemalige Strafgefangene an, die beim Filmdreh als Berater fungierten und gab an, dass ihn die Dreharbeiten noch lange nach dem Ende verfolgt hätten. „Ich erkannte mich selbst nicht wieder, ich erkannte meine Stimme nicht wieder, ich sah aus wie ein besessener Irrer, ein afrikanischer Hexendoktor“, so Audiard. „Ich wollte meine Kinder es nicht sehen lassen.“

## Rezeption
Der Film wurde am 16. Mai 2009 im Rahmen der 62. Filmfestspiele von Cannes uraufgeführt, wo Un prophète im Wettbewerb um die Goldene Palme vertreten war. Auf der Pressekonferenz zum Film gab Audiard an, dass das Interessante an dem Film war, das Gefängnis als Metapher der Gesellschaft darzustellen: „Eine Person geht rein, raus, rein, raus. Da gibt es eine Analogie zur Gesellschaft, drinnen – draußen. Nach einer bestimmten Zeit kommt das auf dasselbe heraus“, so Audiard. Sein Film erhielt großes Lob seitens der Kritiker und galt laut Umfragen unter internationalen Filmkritikern als Favorit auf den Hauptpreis des Filmfestivals. Auch soll Un prophète bei den internationalen Verleihern auf dem Filmmarkt von Cannes stark umworben gewesen sein.
Jacques Mandelbaum (Le Monde) pries die Schauspielleistung von Tahar Rahim als „atemberaubend“ und Un prophète als bisher besten Film des Regisseurs, den der Kritiker mit Jacques Beckers Gefängnisfilm Das Loch verglich. Das „reiche, komplexe, scharfzüngige unter permanenter Spannung“ stehende Werk sei aber viel mehr als ein Gefängnisfilm. „Es ist auch eine Racheerzählung, ein Erziehungsroman, eine politische Allegorie“. Sein Kollege Gérard Leforet (Libération) lobte die „visionäre“ Kameraarbeit von Stéphane Fontaine: „Es ist Kafka der die Kamera hält, auf die Strafkolonie, wo die Urteile in die Epidermis der Verurteilten geritzt werden.“
Ähnlich begeistert zeigte sich die deutsche Presse. „Un prophéte" ist vieles auf einmal und alles gelingt: ein Knastfilm, ein Soziogramm, eine Rassenstudie, die Geschichte der Findung und Abnabelung eines Adoptivvaters – und, perverserweise, eine Erfolgsstory“, so Rodek. Gleiches bemerkte Verena Lueken (FAZ) und verwies auf die Hauptfigur: „Das Ganze hat einen erheblichen poetischen Anteil, der nichts mit Romantik zu tun hat, sondern mit Audiards Ansatz, einen Genrestoff mit einer komplexen, ganz ungewohnten Zentralfigur zu erzählen, sie auf eine Bildungsreise zu schicken und mit Phantasien auszustatten, wie sie das Genre eigentlich nicht vorsieht.“ Den Begriff der „Bildungsreise“ griff auch die österreichische Tageszeitung Der Standard auf, kritisierte aber die metaphysische Note des Films, „die den jungen Araber zum Vorboten eines neuen Zeitalters stilisiert“, als „ein wenig überzogen“. Katja Nicodemus (Die Zeit) beobachtete eine „geballte, extreme Gewalt“ im diesjährigen Wettbewerb und kritisierte, dass Audiards Film, wie auch dem philippinischen Beitrag Kinatay, „die Haltung, der künstlerische Filter für ihre Bestialität“ fehle.
Am 26. August 2009 lief Audiards Film in den französischen Kinos an und zählte in den nächsten Monaten 1,2 Mio. Besucher. Mitte September 2009 wurde Audiards Film vom Centre national de la cinématographie (CNC) als offizieller französischer Beitrag für die Nominierung um den besten fremdsprachigen Film bei der Oscarverleihung 2010 präsentiert. Für die Wahl zeigte sich eine siebenköpfige Jury um Florence Malraux (Präsidentin der Commission d'avance sur recettes des CNC), Thierry Frémaux (künstlerischer Leiter der Filmfestspiele von Cannes), Alain Terzian (Präsident der Académie des Césars) und die Filmschaffenden Jeanne Moreau, Jean-Jacques Annaud, Constantin Costa-Gavras und Régis Wargnier verantwortlich.
2016 belegte Ein Prophet bei einer Umfrage der BBC zu den 100 bedeutendsten Filmen des 21. Jahrhunderts, die in den Jahren 2000 bis 2016 veröffentlicht wurden, den 85. Platz.

## Auszeichnungen
Un prophète erhielt 2009 eine Einladung in den Wettbewerb der Filmfestspiele von Cannes, wo Audiard mit seinem Film um die Goldene Palme konkurrierte, aber gegenüber Michael Hanekes Das weiße Band das Nachsehen hatte. Un prophète wurde mit dem zweitwichtigsten Preis des Filmfestivals, dem Großen Preis der Jury, ausgezeichnet. Im selben Jahr wurde der Film in sechs Kategorien für den Europäischen Filmpreis (Preis für den besten Darsteller an Tahar Rahim) und auf dem London Film Festival preisgekrönt. Anfang Dezember 2009 setzte sich Un prophète bei der Preisvergabe des US-amerikanischen National Board of Review als Bester fremdsprachigen Film gegen Deutschlands Oscar-Beitrag Das weiße Band durch und wurde in Frankreich mit dem Louis-Delluc-Preis und der Auszeichnung des Syndicat Français de la Critique de Cinéma et des Films de Télévision (Bester französischer Film) prämiert. Eine weitere Nominierung für den Golden Globe und der Sieg bei den britischen BAFTA Awards folgten. Beim 30. London Critics’ Circle Film Award 2010 wurde Un prophète zum  Besten Film des Jahres 2009 ausgezeichnet.
Bei der 35. César-Verleihung führte Un prophète das Feld der favorisierten Filme mit 13 Nominierungen an und wurde mit neun Preisen unter anderem in den Kategorien Bester Film, Beste Regie, Haupt-, Nachwuchs- und Nebendarsteller (Tahar Rahim beziehungsweise Niels Arestrup) ausgezeichnet.
Bei der Oscarverleihung 2010 war Audiards Film in der Kategorie Bester fremdsprachiger Film nominiert, hatte aber gegenüber dem argentinischen Beitrag El secreto de sus ojos von Juan José Campanella das Nachsehen.